# Lúcio Dúvio Ávito
Lúcio Dúvio Ávito (em latim: Lucius Duvius Avitus) foi um senador romano nomeado cônsul sufecto para o nundínio de novembro a dezembro de 56 com Públio Clódio Trásea Peto. Era oriundo de Vasio Vocontiorum, na Gália Narbonense, e foi o primeiro gaulês a entrar para o Senado Romano.

## Carreira
Antes do consulado, Ávito foi legado imperial propretor da Gália Aquitânia. Ao terminar seu mandato de cônsul, o prefeito pretoriano Sexto Afrânio Burro, que era conterrâneo de Ávito, o nomeou legado da Germânia Inferior para o período entre 57 e 58. Durante seu mandato, Ávito, juntamente com o governador da Germânia Superior, Tito Curtílio Mância, repeliu um ataque dos ampsivários, que haviam ocupado a Frísia, e depois atravessou o Reno para realizar uma campanha punitiva no território deles. Depois disto ele desapareceu das fontes.